# Dionysos (Gemeinde)
Dionysos (griechisch Διόνυσος [ðiˈɔnisɔs] (m. sg.)) ist eine griechische Gemeinde am Nordrand des Athener Ballungsraums. Sie entstand zum 1. Januar 2011 durch die Fusion von sieben Gemeinden. Größter Stadtteil und Sitz der Gemeindeverwaltung ist das rund 10.000 Einwohner umfassende Agios Stefanos.

## Geografie

### Geografische Lage
Dionysos befindet sich etwa 20 Kilometer nördlich des Athener Zentrums. Der Westen des Gemeindegebiets liegt auf dem Sattel zwischen den östlichen Ausläufern des Parnitha und dem Pendeli, dessen Grat die südliche Grenze zur Gemeinde Pendeli markiert. Bei Kryoneri jenseits der westlichen Gemeindegrenze zu Acharnes entspringt der Kifisos, der nach Süden durch die südlich angrenzende Gemeinde Kifisia über die Athener Ebene zum Saronischen Golf entwässert. Der Osten der Gemeinde wird durch Mittelgebirge bestimmt, das seine höchsten Erhebungen im Dinoysovouni (651 m) und im Skarpa (573 m) findet und in der Antike der Landschaft Diakria (Διακρία) im Nordosten Attikas zugeordnet war. Am Osthang des Dionysovouni bei Rapendosa befinden sich die Marmor-Steinbrüche von Dionysos. Am nördlichen Fuß des Pendeli-Massivs erstrecken sich die Orte Drosia und Dionysos nach Osten, weiter durch die Berge führt hier eine Passstraße nach Nea Makri in der östlichen Nachbargemeinde Marathon. Jenseits der Nordgrenze bei Pefkofyto fällt das Gelände nach Norden zum Tal des Charadros ab, der hier zum Marathon-See aufgestaut ist. Nördliche Nachbargemeinde ist Oropos.

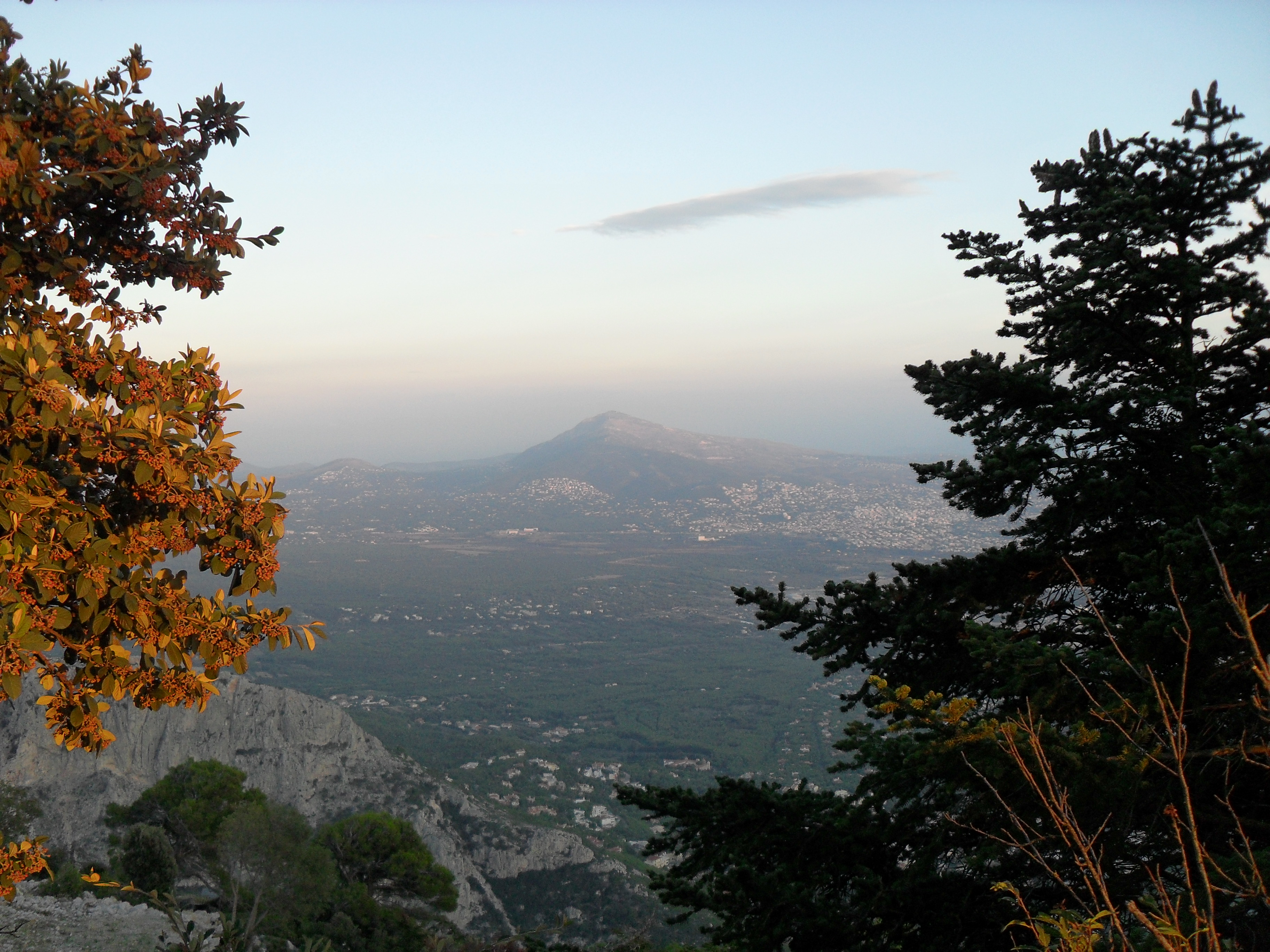
Blick vom Parnitha auf den Pendeli, links am Berg Drosia
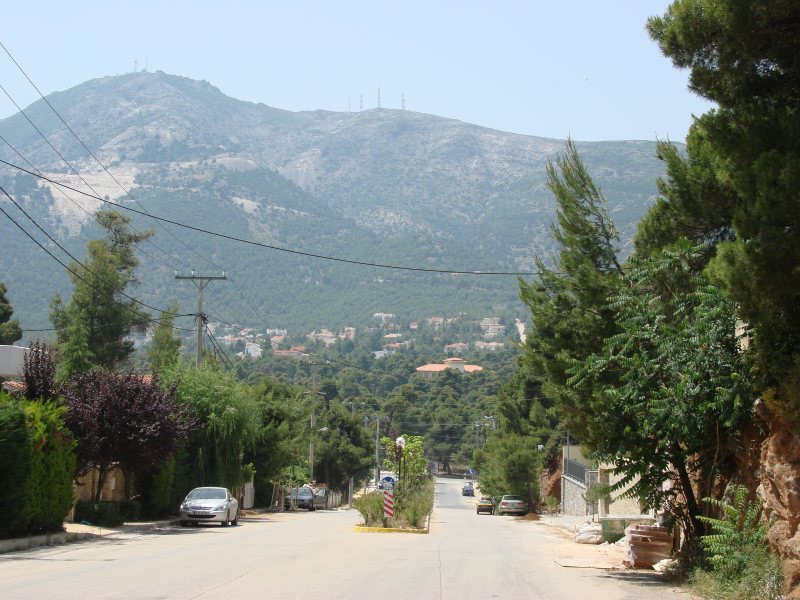
Dionysos vor dem Pendeli
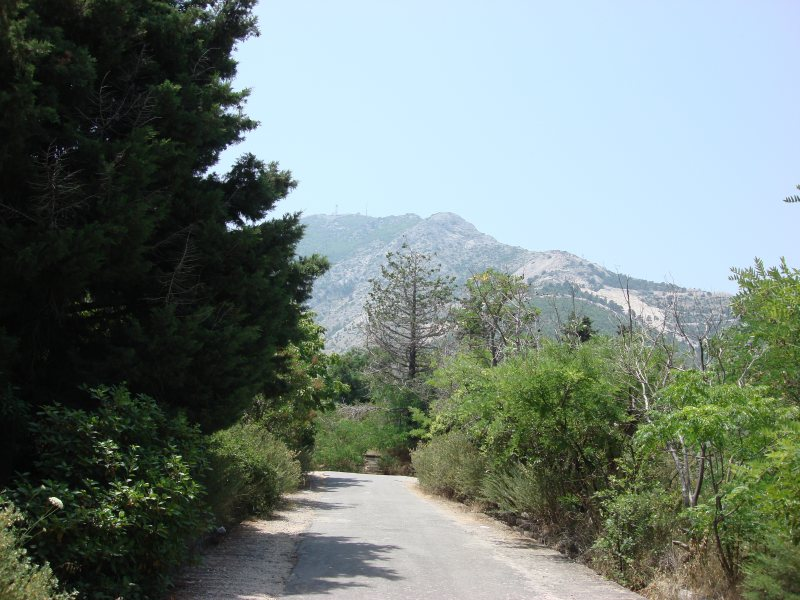
Der Pendeli von Dionysos aus betrachtet
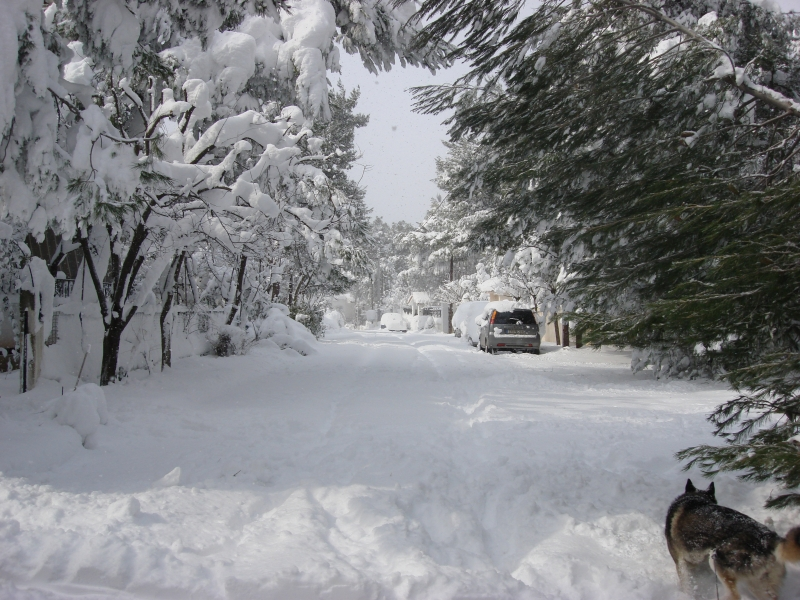
Winter in Dionysos

### Gemeindegliederung
Die Gemeinde teilt sich in Gemeindebezirke, die für Zuteilung der Sitze bei den Kommunalwahlen Bedeutung haben, und in Stadtbezirke, die eigene Ortsräte wählen. Beide entsprechen den Gemeinden, wie sie bis 2010 bestanden. Die Einwohnerzahlen stammen aus dem Ergebnis der Volkszählung 2011.
- Gemeindebezirk Agios Stefanos Δημοτική Ενότητα Αγίου Στεφάνου
  - Stadtbezirk Agios Stefanos – Δημοτική Κοινότητα Αγίου Στεφάνου – 10.015
    - Agios Stefanos – Άγιος Στέφανος – 9.892
    - Pefkofyto – Πευκόφυτο – 123
- Gemeindebezirk Anixi – Δημοτική Ενότητα Ανοίξεως
  - Stadtbezirk Anixi – Δημοτική Κοινότητα Ανοίξεως – Άνοιξη – 6.510
- Gemeindebezirk Dionysos – Δημοτική Ενότητα Διονύσου
  - Stadtbezirk Dionysos – Δημοτική Κοινότητα Διονύσου – 6.458
    - Dionysos – Διόνυσος – 5.651
    - Efedron-Anagennisi – Εφέδρων-Αναγέννηση – 701
    - Rapendosa – Ραπεντώσα – 106
- Gemeindebezirk Drosia – Δημοτική Ενότητα Δροσιάς
  - Stadtbezirk Drosia – Δημοτική Κοινότητα Δροσιάς – Δροσιά – 7.186
- Gemeindebezirk Kryoneri – Δημοτική Ενότητα Κρυονερίου
  - Stadtbezirk Kryoneri – Δημοτική Κοινότητα Κρυονερίου – Κρυονέρι – 5.040
- Gemeindebezirk Rodopoli Δημοτική Ενότητα Ροδοπόλεως
  - Stadtbezirk Rodopoli – Δημοτική Κοινότητα Ροδοπόλεως – Ροδόπολη – 2.078
- Gemeindebezirk Stamata Δημοτική Ενότητα Σταμάτας
  - Stadtbezirk Stamata – Δημοτική Κοινότητα Σταμάτας – Σταμάτα – 2.906

## Geschichte

### Antike
Am Ende des 19. Jahrhunderts wurden östlich von Dionysos bei dem Dorf Rapendosa die Reste des Stadtzentrums des antiken Demos Ikaria oder Ikarion ausgegraben, dessen Ursprünge in archaische Zeit zurückgehen und der ein Zentrum der Dionysos-Verehrung in Attika war. Hier empfing nach der griechischen Mythologie Ikarios den Gott Dionysos und erlernte von ihm die Kunst des Weinbaus. Die Fundstücke befinden sich heute, einschließlich einer archaischen Statue des Gottes, im Archäologischen Nationalmuseum Athen und belegen den Dionysos-Kult in Ikarion. Durch eine byzantinische Kirche, die offenbar dem Heiligen Dionysios geweiht war, wurde der Name in die Neuzeit bewahrt.

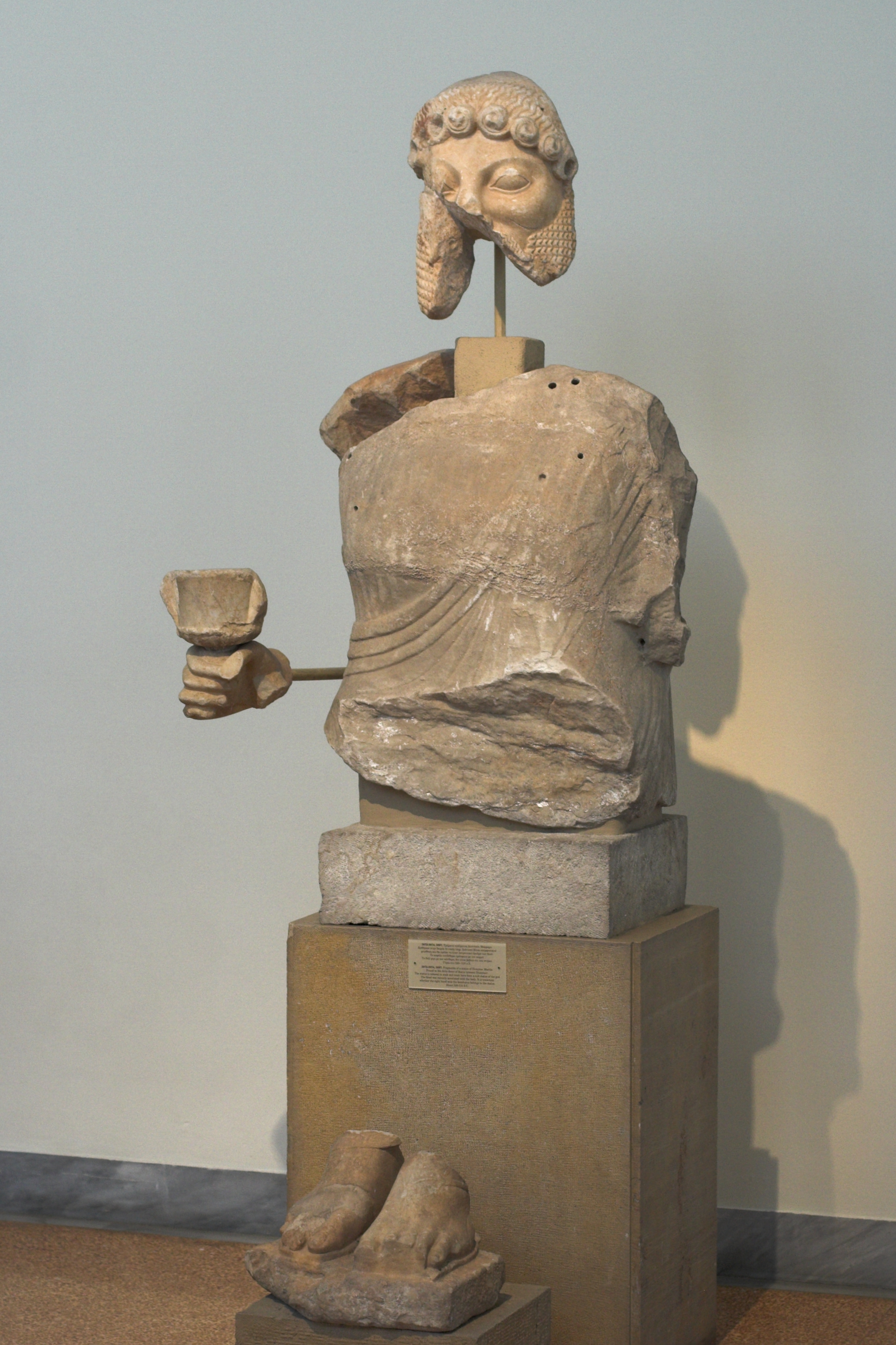
Dionysos-Statue
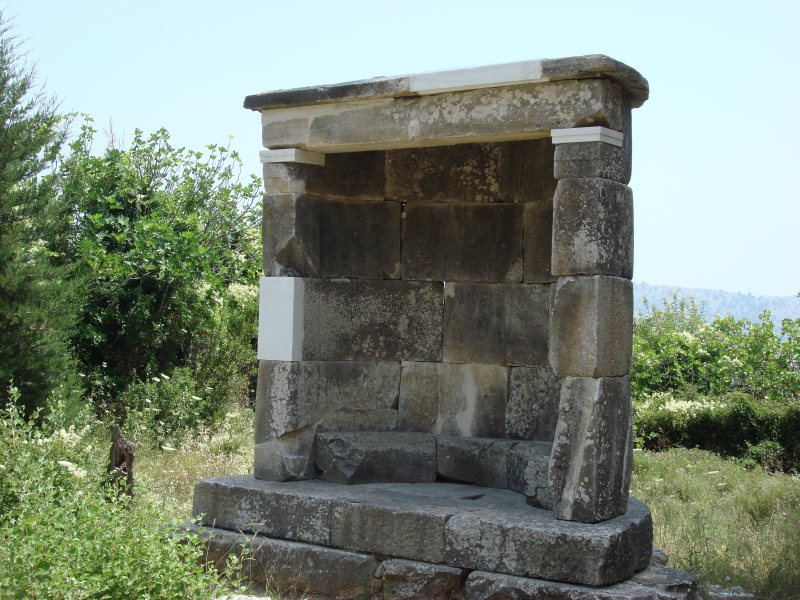
Das sogenannte Choregen-Monument
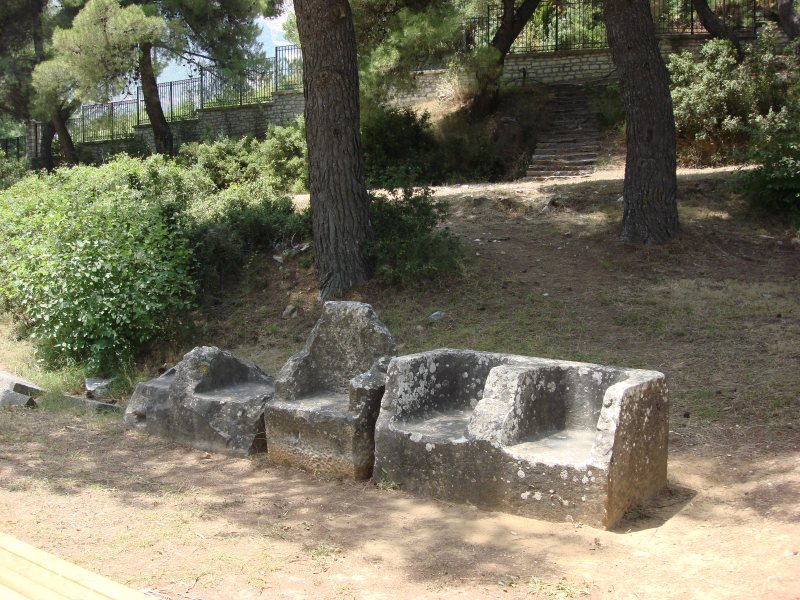
Reste von Steinsitzen vom Theater Ikarions

### Moderne
Das Gebiet von Dionysos war in der Frühzeit des modernen Griechenland relativ dünn besiedelt. Bei der Einrichtung der Gemeinde Marathon wurden die Siedlungen Spatatziki (seit 1927 Pefkofyto), Bogiati (seit 1954 Anixi) Stamata, Dionysos und Rapendosa als Ortsteile verzeichnet. Dionysos wuchs seit dem Marmorabbau in den Steinbrüchen im späten Jahrhundert zu einer größeren Siedlung der Bergarbeiter an.
Durch die massenhafte Ansiedlung von Flüchtlingen infolge des Bevölkerungsaustauschs zwischen Griechenland und der Türkei ab 1926 stiegen die Einwohnerzahlen rapide. So war Drosia unter dem Namen Rossochori (‚Russendorf‘) ursprünglich eine Siedlung von Flüchtlingen aus der Schwarzmeer-Region und wurde erst 1947 in Drosia (‚Tau‘) umbenannt. Rodopoli (‚Rosenstadt‘, ab 1981) entstand auf dem Gebiet einer aufgegebenen Siedlung Bala (gr. Μπάλα, aus türkisch pala ‚Machete‘), Kryoneri (Umbenennung 1954) desgleichen im Gebiet von Bafi. Hauptsächlich 70 Familien aus der Umgebung Istanbuls, auch aus Agios Stefanos am Marmara-Meer, siedelten im neu errichteten Neo Bogiati. Die erste Kirche dieser Siedlung war dem Heiligen Stefan geweiht, woraus der 1928 bestätigte Siedlungsname entstand.

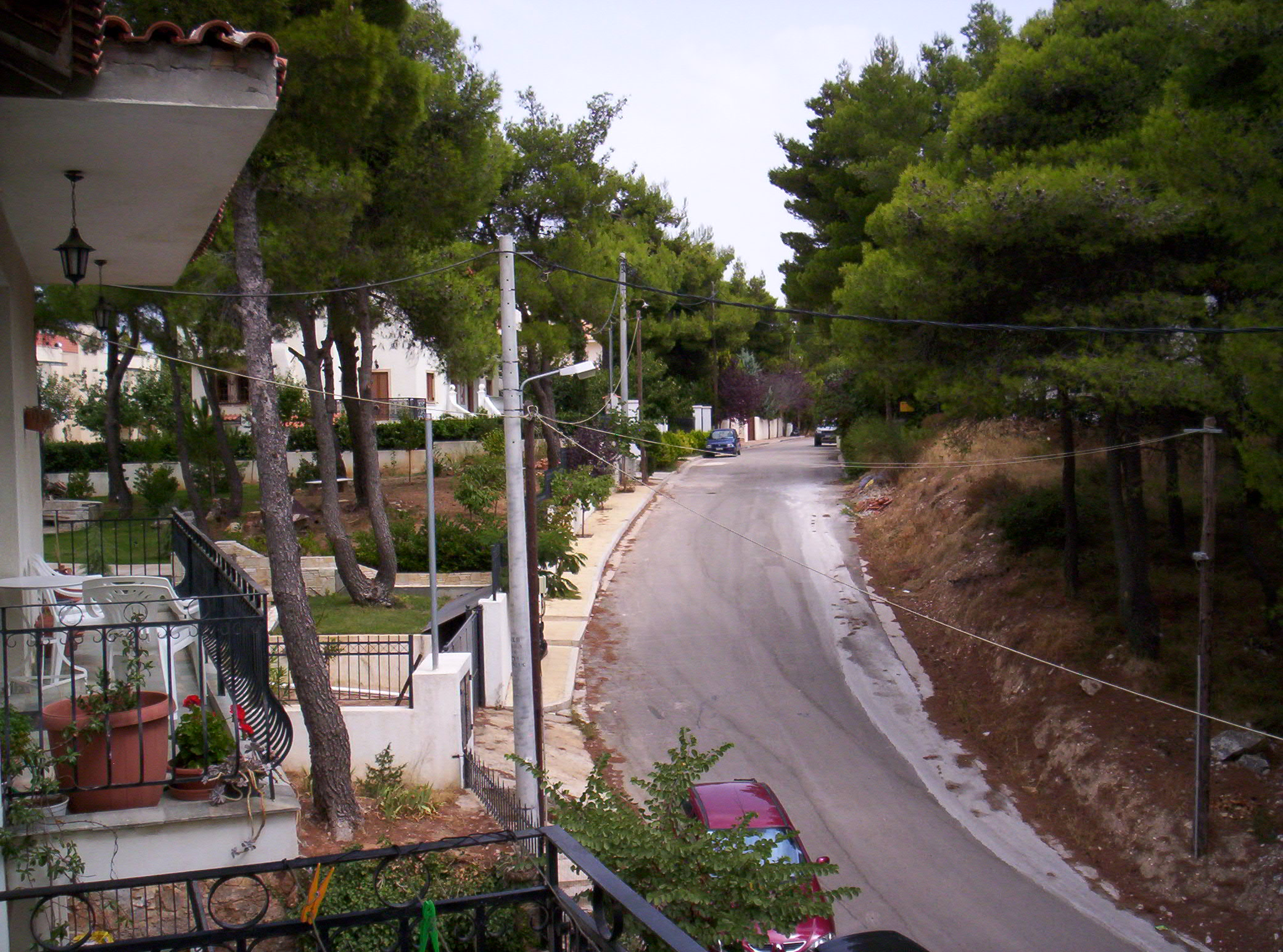
Straße in Dionysos
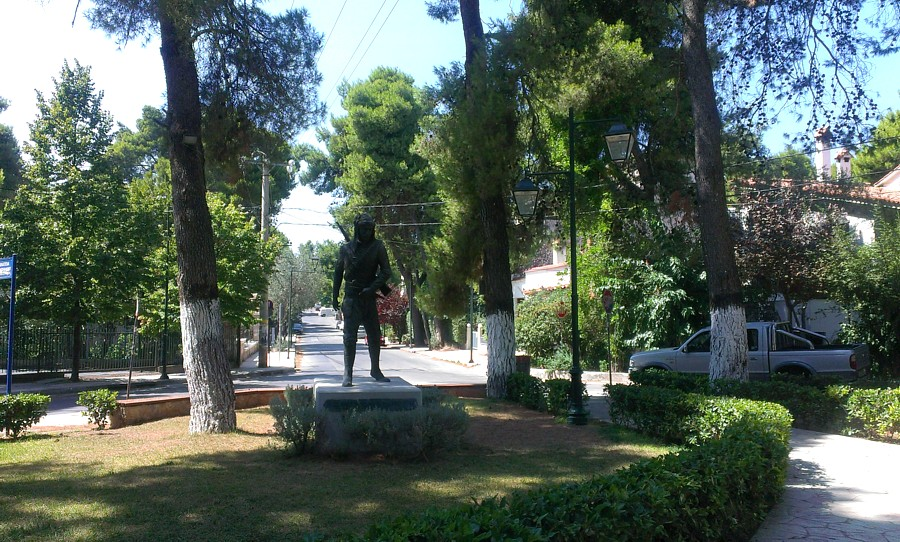
Platz in Drosia
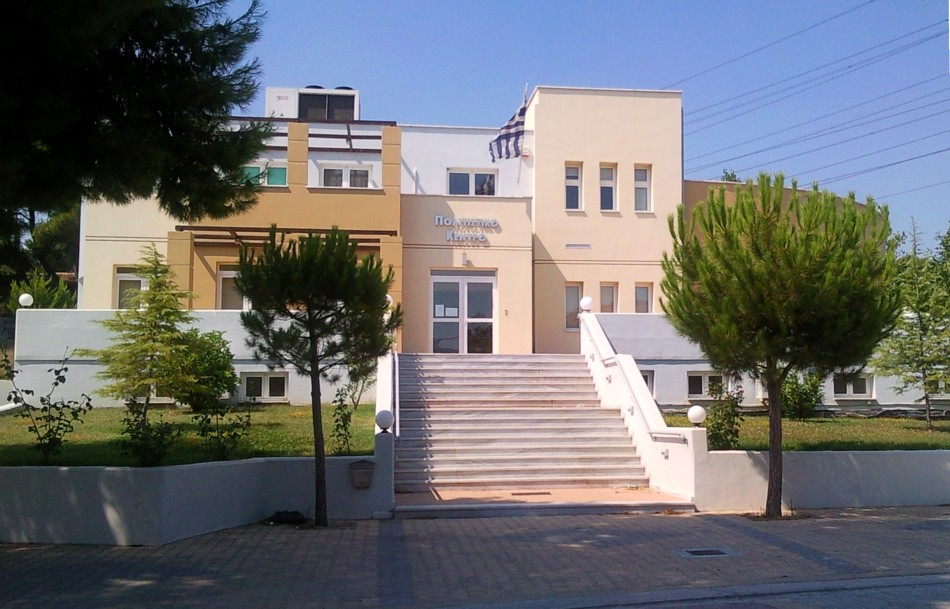
Kulturzentrum in Kryoneri

## Kultur und Sehenswürdigkeiten
An die antiken Dionysien erinnert die Stadt mit einem gleichnamigen alljährlichen Kultur- und Theaterfest.
Die Reste der Ausgrabungen des antiken Iraklion sind frei zugänglich.
In Dionysos gibt es in einem Park einen Skulpturengarten.
Oberhalb von Rapendosa befindet sich der Deutsche Soldatenfriedhof Dionyssos-Rapendoza auf dem die Überreste von fast 10.000 Wehrmachtsangehörigen aus der Zeit des Zweiten Weltkriegs beigesetzt sind.

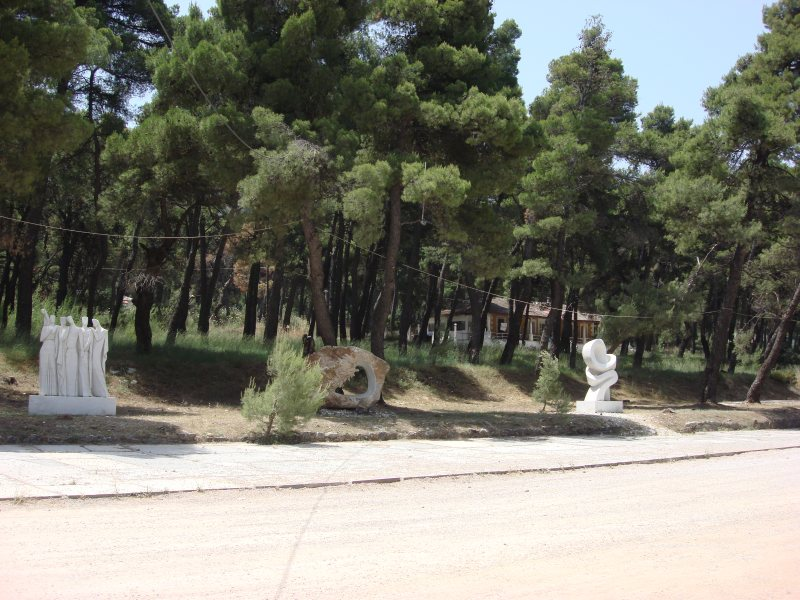
Skulpturengarten
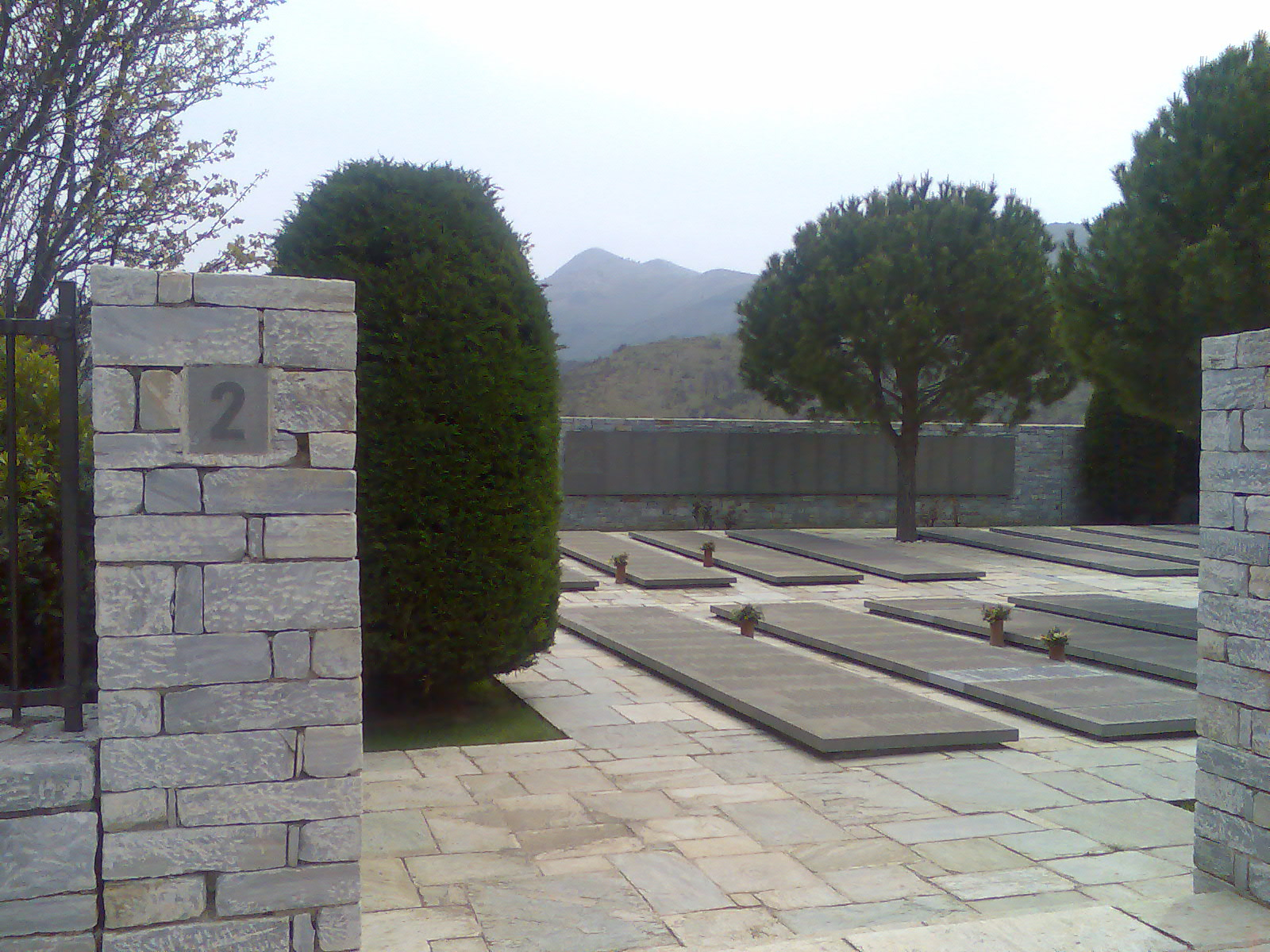
Deutscher Soldatenfriedhof Dionysos
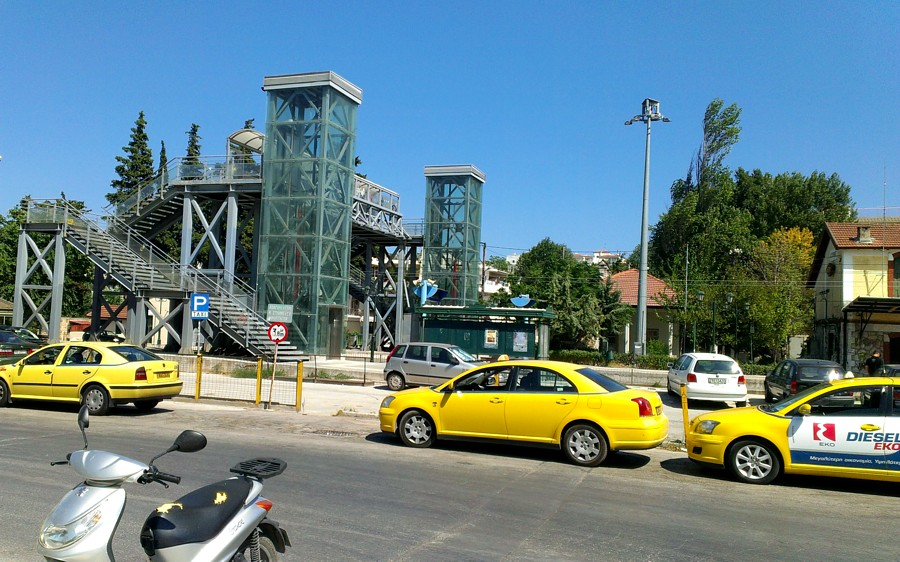
Bahnhof Agios Stefanos
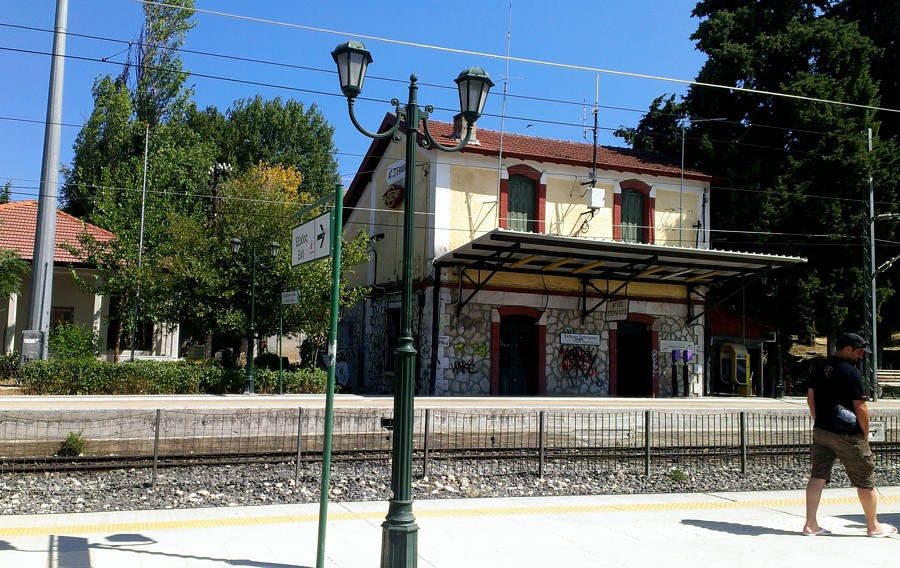
Der alte Bahnhof in Agios Stefanos
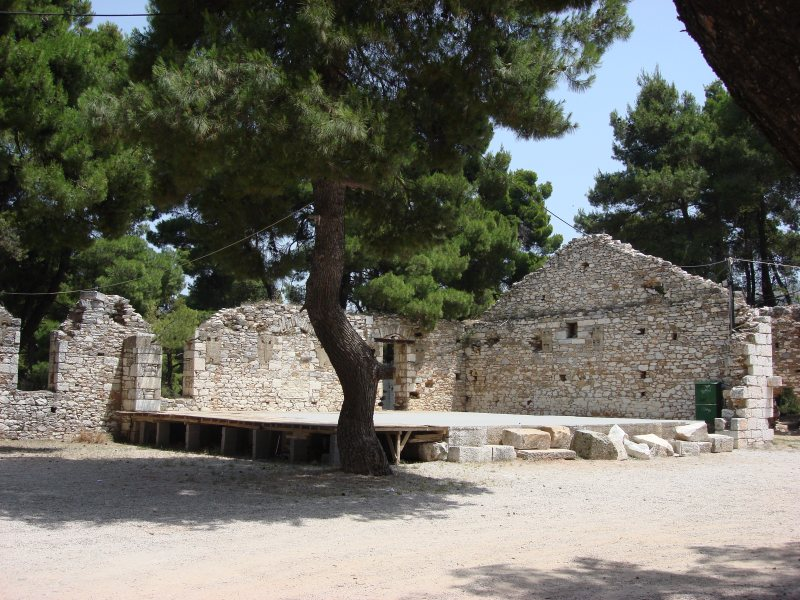
Ruine des Bahnhofs von Dionysos

## Wirtschaft
Der Weinbau spielt in Dionysos immer noch eine Rolle: 1993 wurde die Lage Nördliche Hänge des Pendeli g. g. A. geschützt. Neben Chardonnay werden bestimmte zugelassene autochthone Rebsorten Attikas angebaut.
Zwischen Kryoneri und Agios Stefanos liegt beiderseits der Autobahn ein ausgedehntes Industrie- und Gewerbegebiet. Hier befinden sich neben einem großen Umspannwerk der Griechischen Stromgesellschaft unter anderem Fabriken des Dortmunder WILO-Konzerns, des griechischen Fleischverarbeiters NIKAS sowie die Zentrale von Würth Hellas.

## Infrastruktur
Durch die Lage zwischen Parnitha und Pendeli an der wichtigsten Verbindung von Athen nach Norden ist Dionysos verkehrstechnisch gut angeschlossen: Die griechische A 1 verläuft direkt durch die Gemeinde und hat eine Ausfahrt in Agios Stefanos. Die Nationalstraße 83 führt südlich aus Kifisia kommend über den Damm des Marathon-Sees weiter nach Marathon und an die attische Ostküste. Die Bahnstrecke Piräus–Thessaloniki verläuft ebenfalls durch Dionysos. Das Empfangsgebäude von 1904 ist erhalten (damals hieß der Bahnhof Bogiati). Heute wird Agios Stefanos durch die S-Bahn mit Athen verbunden. Eine Eisenbahnstrecke von Kifisia nach Dionysos zum Abtransport des Marmors bestand von 1885 bis 1938, die Ruine des Bahnhofs in Dionysos wird heute für Theateraufführungen und Konzerte genutzt. Ansonsten verbinden Buslinien die Gemeinde im Nahverkehr mit den nördlichen Stadtteilen Athens. Der Flughafen Athen sowie die Häfen in Piräus und Rafina sind gut erreichbar.
Im Norden von Agios Stefanos steht mit dem Sendemast des ERA-1-Senders eines der höchsten Bauwerke Griechenlands.